# Петровское (Рамонский район)
Петровское — поселок в Рамонском районе Воронежской области.
Входит в состав Комсомольского сельского поселения.

## История
Возник во второй пол. ХIХв. В 1900г. хутор Петровский принадлежал Е.М. Ольденбургской, в нем проживало 8 человек.

## География
Посёлок Петровское, расположен на дороге, ведущей к с. Горожанке.
В поселке имеется две улицы — 8 Марта и Дорожная.

## Население
| 2010 |
| ---- |
| 235  |